# Glavica (Bosanska Krupa)
Glavica es un pueblo de la municipalidad de Bosanska Krupa, en el cantón de Una-Sana, Bosnia y Herzegovina.

## Superficie
Posee una superficie de 5,40 kilómetros cuadrados.

## Demografía
Hasta 2013 la población era de 7 habitantes, con una densidad de población de 1,3 habitantes por kilómetro cuadrado.